# Етре (Приморски Шарант)
Етре (фр. Aytré) насеље је и општина у западној Француској у региону Поату-Шарант, у департману Приморски Шарант која припада префектури Rochelle.
По подацима из 2011. године у општини је живело 8970 становника, а густина насељености је износила 734,04 становника/km². Општина се простире на површини од 12,22 km². Налази се на средњој надморској висини од 6 метара (максималној 21 m, а минималној 1 m).

## Демографија
| 1962. | 1968. | 1975. | 1982. | 1990. | 1999. | 2011. |
| ----- | ----- | ----- | ----- | ----- | ----- | ----- |
| 5.302 | 6.197 | 6.812 | 7.278 | 7.786 | 7.725 | 8.970 |

График промене броја становника у току последњих година